# Gary Dicker
Gary Dicker (Dublino, 31 luglio 1986) è un allenatore di calcio ed ex calciatore irlandese, di ruolo centrocampista, tecnico del Crown Legacy FC.

## Carriera

### Club
Ha giocato nella prima divisione scozzese e nella seconda divisione inglese.

### Nazionale
Ha disputato 4 gare con la nazionale irlandese Under-21, di cui una nelle qualificazioni al campionato europeo di calcio Under-21 2007.

## Palmarès

### Club

#### Competizioni nazionali
- Football League One: 1

Brighton: 2010-2011